# 로건의 탈출
로건의 탈출(영어: Logan's Run)은 윌리엄 F. 놀란과 조지 클레이튼 존슨이 쓴 소설이다. 1967년 발매했으며, 노인 차별이 이루어지는 미래의 디스토피아 사회를 묘사하고 있으며, 인구와 자원의 소비를 균형이 맞게 관리하고 유지하기 위해 특정 나이가 되면 안락사시켜 인구 과잉의 문제를 줄이려 한다. 이 소설은 "로건"이라는 주인공이 이런 사회로부터 탈출하는 과정을 그린다. 두 편의 후속작이 발매되었으며, 1976년 영화로 각색되어 개봉하였다. 그 후 1977년부터 1978년까지 텔레비전 드라마 시리즈로 방영하기도 했다.
2012년에 1976년 영화의 리메이크작이 개봉할 예정이다.

## 같이 보기
- 유토피아, 디스토피아
- 로이스 로리의 기억 전달자